# 内老城
内老城（Innere Altstadt）是德累斯顿的一个区，德累斯顿老城（Altstadt）的一部分，相当于“德累斯顿历史中心”。

## 位置
内老城位于易北河南岸凹进的一侧，从北部易北河畔的布吕尔平台向南延伸到市政厅。该区的边界正是19世纪初的旧城墙。这一位置在1945年后改为绿环和道路系统，在许多地方仍可辨认（包括城墙街/玛丽亚街，威廉-Külz博士环路/Waisenhaus街 /圣彼得堡街）。
城墙拆除后，西部的Wilscher门改为邮局广场，东部的皮尔纳门处兴建皮尔纳广场。
奥古斯特桥和卡罗拉桥连接着易北河对岸的内新城。

## 经济和人口
内老城是德累斯顿酒店密度最高的地区。连锁酒店希尔顿酒店、凯宾斯基、拉迪森、施泰根贝格尔饭店和art'otel都位于内老城。 
第二次世界大战结束前夕，内城及其南侧20世纪初兴建的布拉格大街购物区几乎被英美轰炸机完全摧毁。
战后，新市场地区重建，零售区进一步扩大，同时也有一些新的住宅区。但是由于在这一地区的房屋几乎完全被摧毁，而新建筑几乎都是商业用途，租金很高，因此人口规模和密度仍然很低。

## 景点
德累斯顿最著名的景点有很多都位于老城，包括茨温格宫、圣母教堂，森柏歌剧院，德累斯顿王宫，圣十字教堂，宫廷教堂，和许多其他建筑。

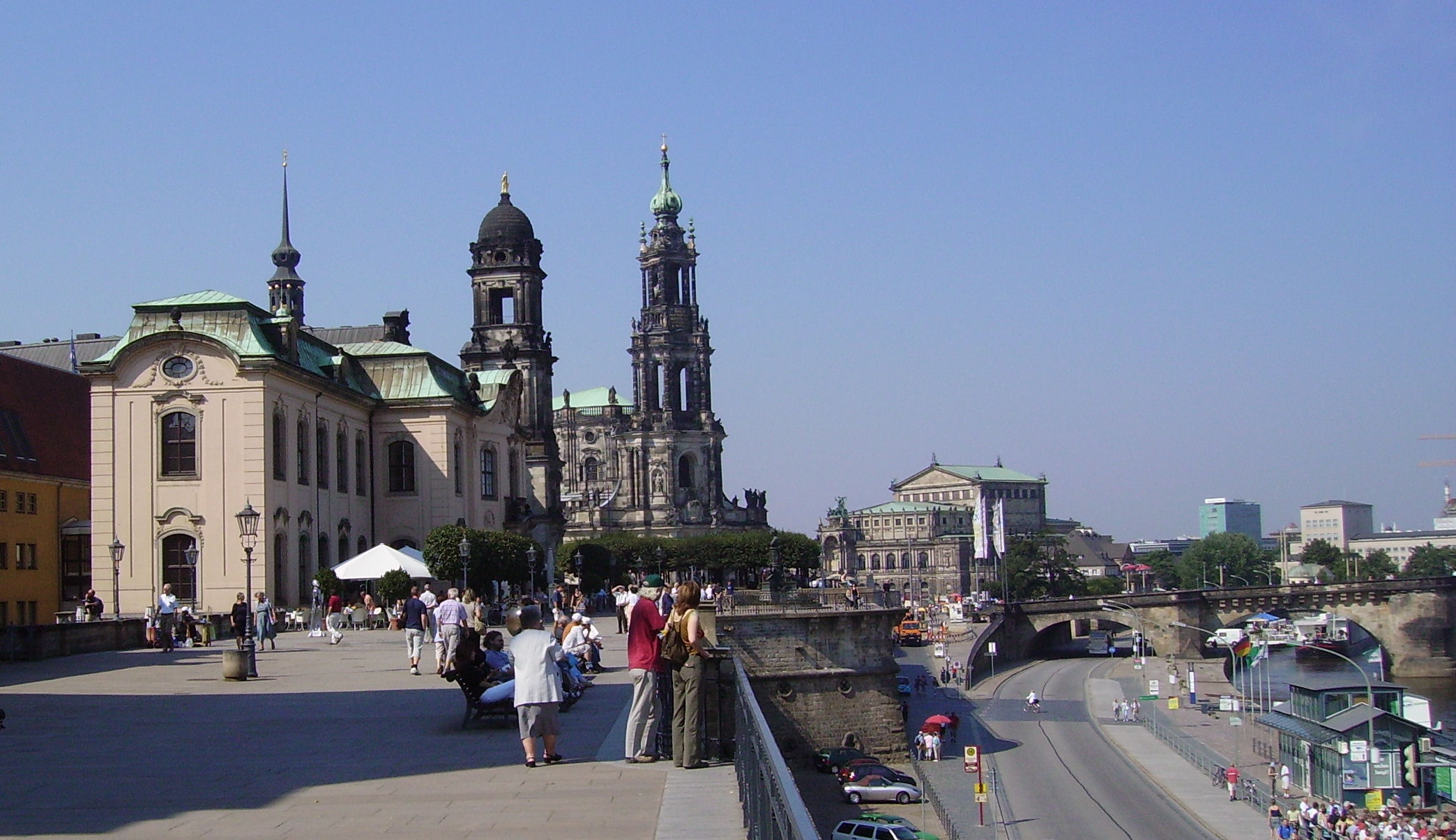
布吕尔平台
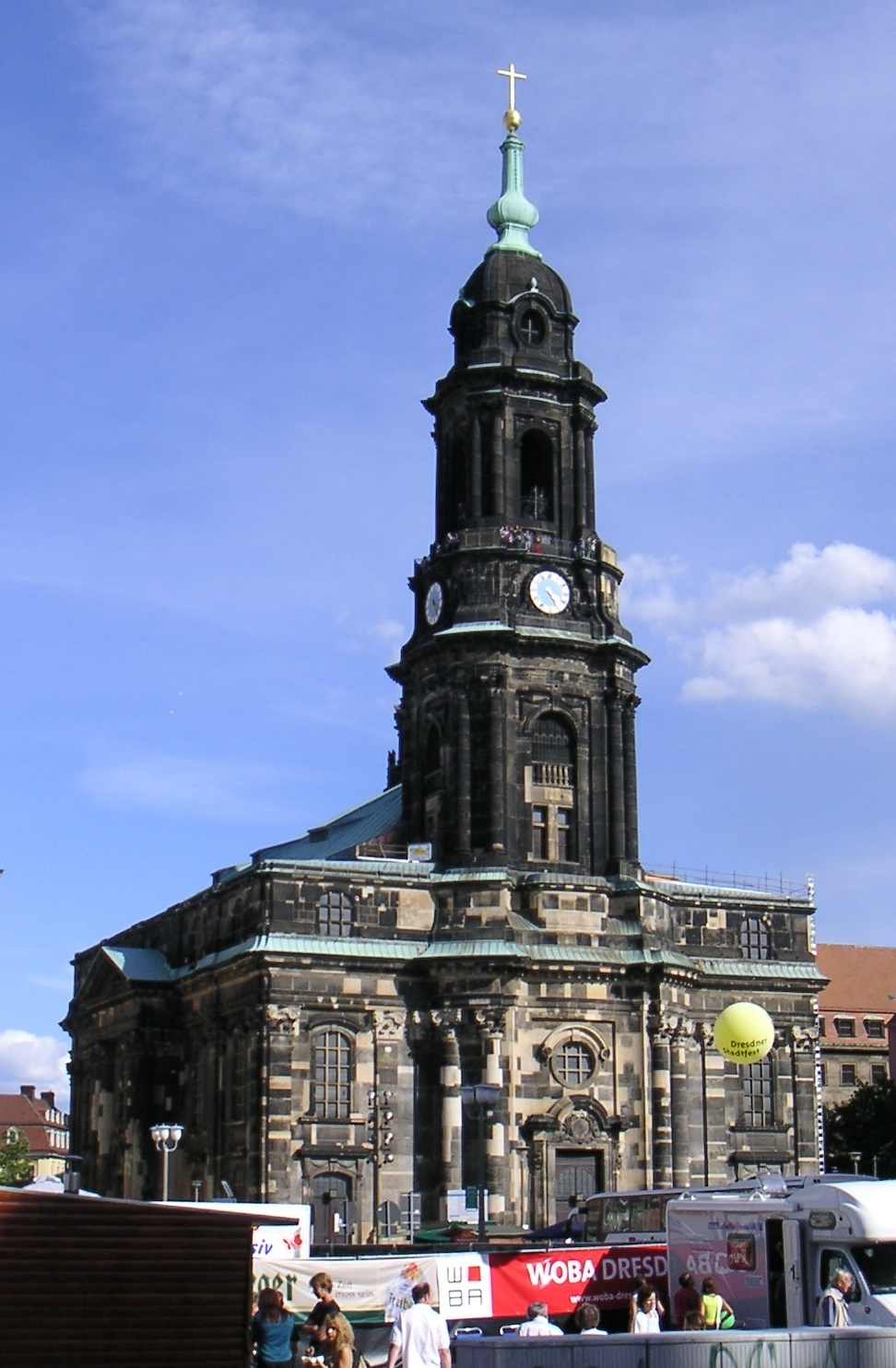
圣十字教堂
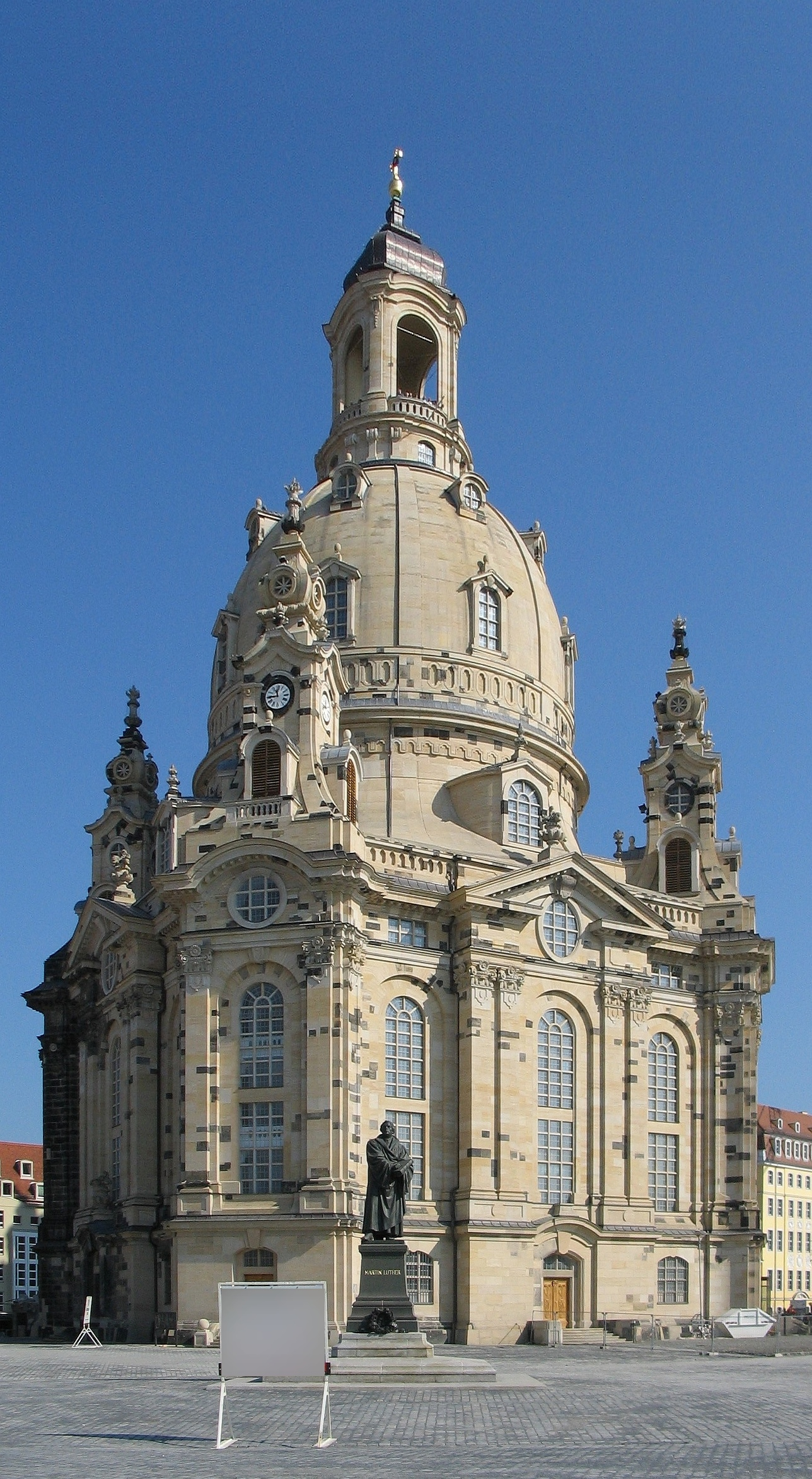
圣母教堂
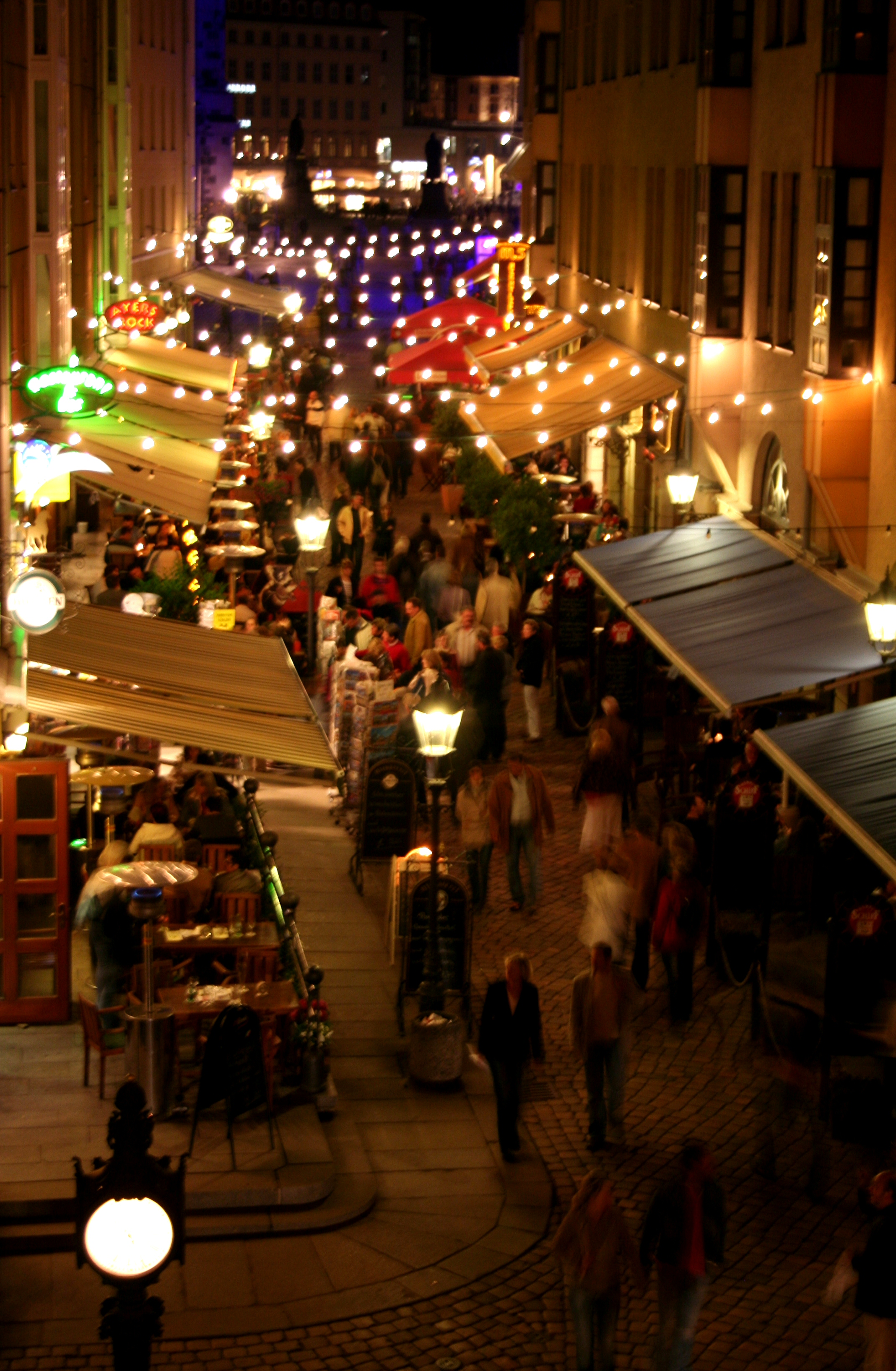
新市场

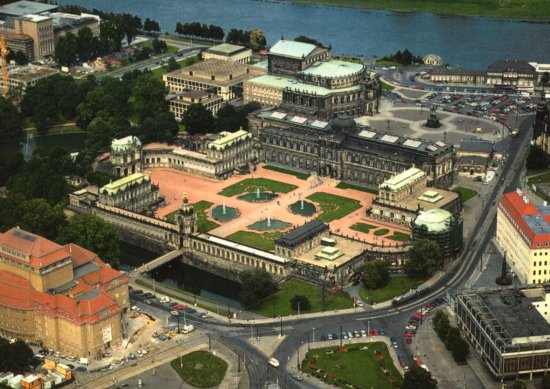
茨温格宫
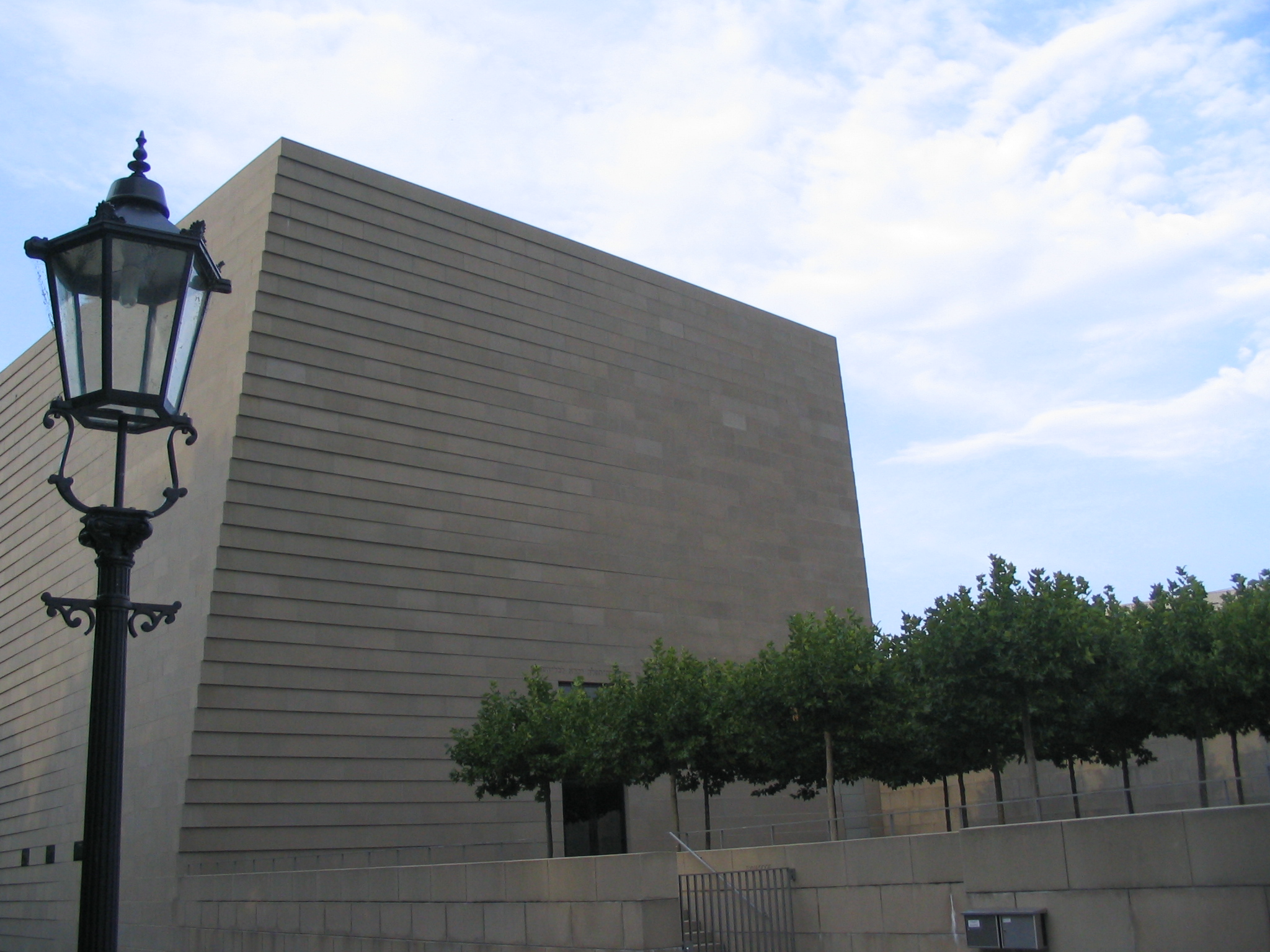
新犹太会堂
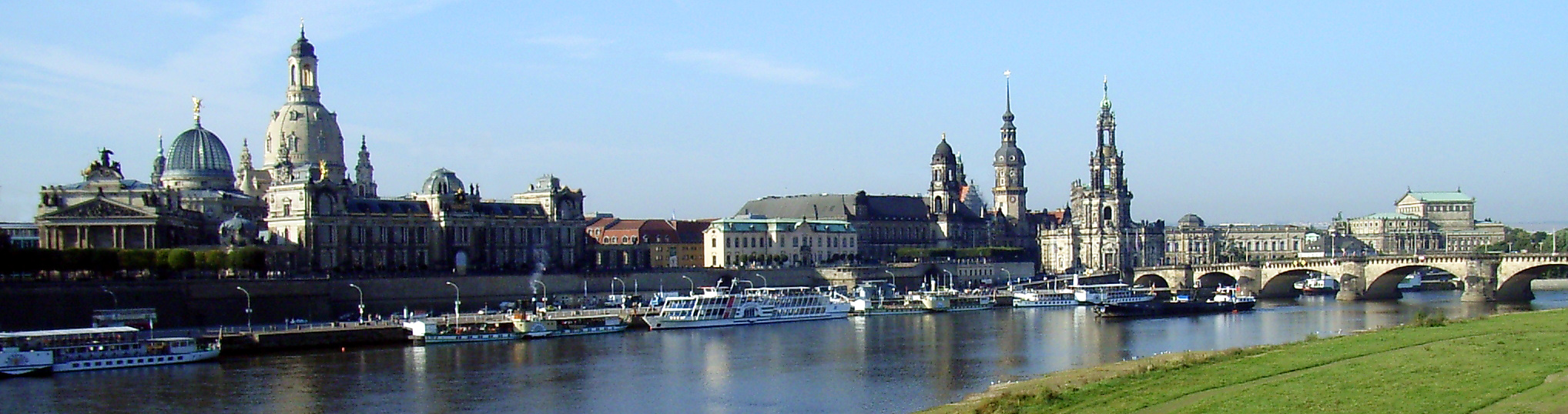
易北河畔
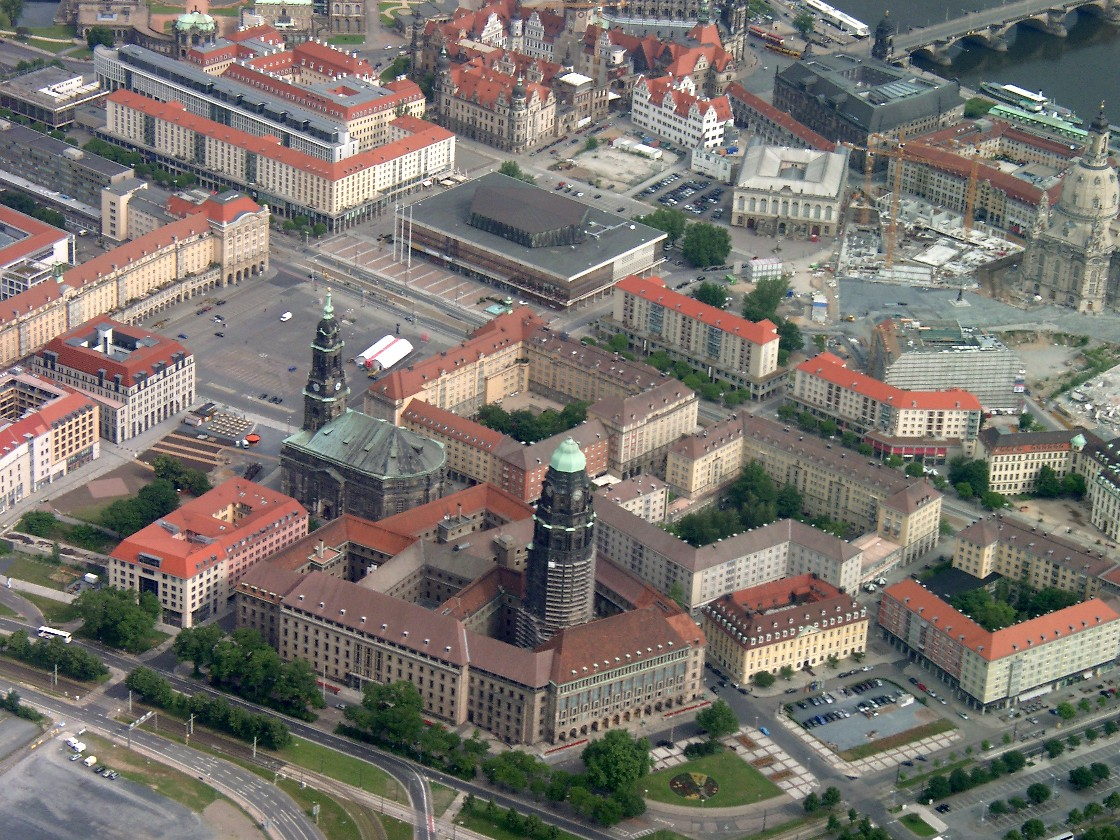
俯瞰新市场

重要的广场有旧市场广场，在新市场广场，剧院广场和宫殿广场 。

## 基础设施

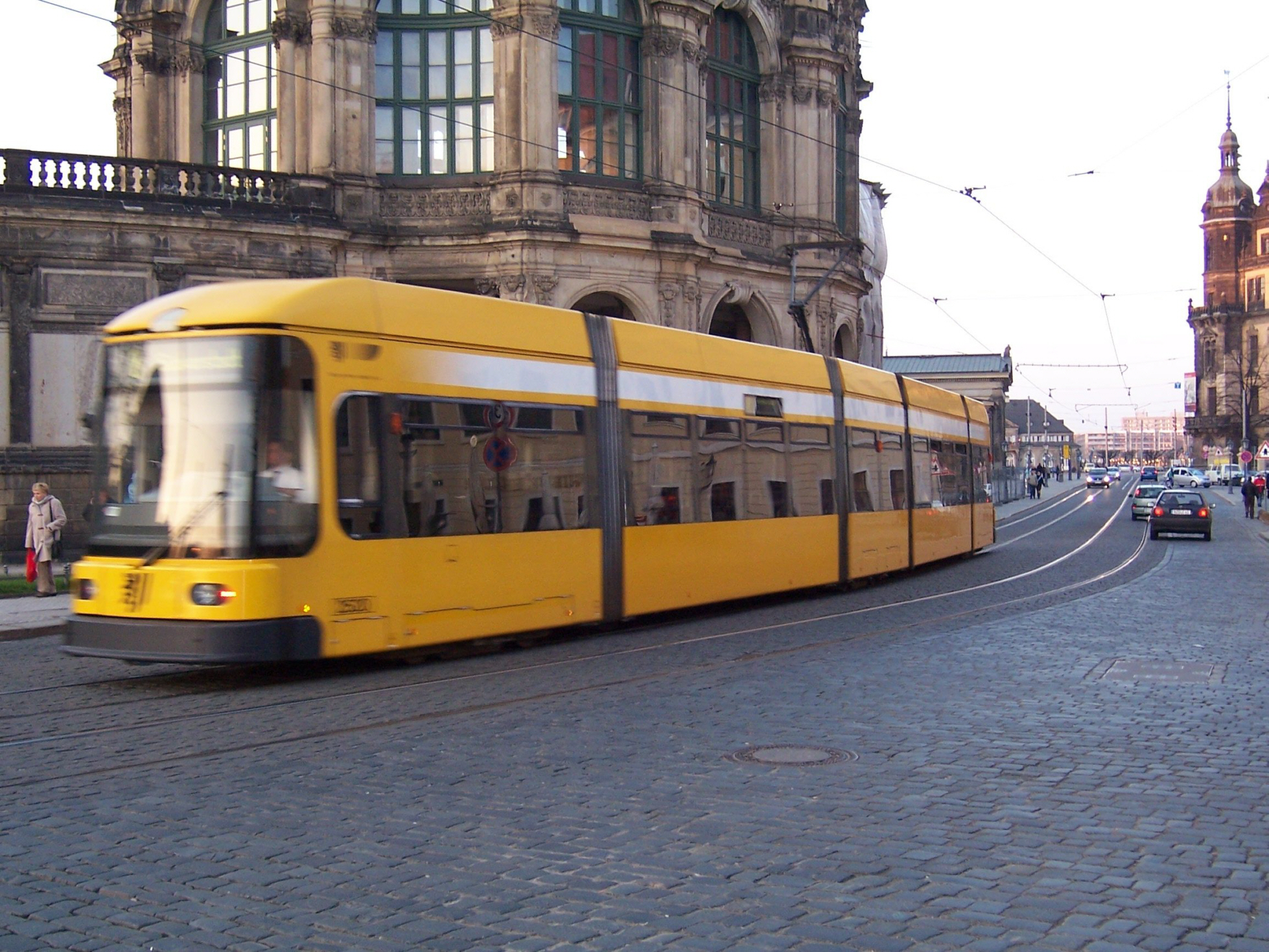
电车

内老城拥有密集的电车线路网。该区边缘的邮政广场是电车网络的重要节点。